# Plegadis
Plegadis är ett släkte med fåglar i familjen ibisar inom ordningen pelikanfåglar. Det omfattar tre arter:
- Bronsibis (P. falcinellus)
- Vitmaskad ibis (P. chihi)
- Punaibis (P. ridgwayi)